# 安素·史斯富
温琴佐·“恩佐”·希福（義大利語：Vincenzo "Enzo" Scifo，義大利語發音：[ˈɛntso ʃˈʃiːfo]，1966年2月19日—）是一位比利時中場足球运动员。曾效力國際米蘭、波爾多等豪門，現已退休。

## 生平
希福屬意大利，祖籍意大利西西里，其父是在比利時礦場任職礦工。年少時希福常在街上踢球，7歲時加入了當地一支小球會R.A.A.拉卢维耶尔，過幾年便得了個「蒂沃利的小比利」之外號（蒂沃利是R.A.A.拉卢维耶尔足球隊的主場球場）。在那裡4個賽季他取得432球，紀錄相當驚人。比利時強隊安德列治立即邀請他加盟。
在安德列治，他在青年軍踢了三個賽季，共射入135球。其首次出場一隊，是在1983年8月對巴塞隆拿的友誼賽。由於施了兩次馬勒當拿才有的帽子戲法，希福立即贏得球迷的支援。一季後，比利時足協完成手續，確保他入比利時籍，隨比利時參加法國的1984年歐洲國家盃。
希福在1984年獲得比利時金靴奬(授予聯盟最佳球員)。兩年後的世界盃，希福在全部比賽中有兩球入帳：在小組賽中2:1戰勝伊拉克，晉級16強時驚人地以4:3戰勝前蘇聯。在比利時勝西班牙的半準決賽中，他的持球能力使觀衆倒吸了一口氣，在1:1打和後比利時在十二碼大戰中以5:4險勝。但是，比利時的征程在準決賽對陣阿根廷時終止。
面對歐洲幾個大牌球隊的力邀加盟，他選取了國際米蘭，但是他在這支意大利豪門没能確立地位，他在一個賽季後轉會。雪上加霜的是，在他很有希望的事業再往後延伸時，希福接連受傷。然而，在波爾多短期服役後，在居伊·鲁嚴厲的調教下，希福在歐塞爾重新找回了自己的競技狀態。完全復原後，他在1990年世界盃上表現非凡，對烏拉圭時更以30碼遠射破網，可惜比利時最終被世界盃殿軍英格蘭淘汰出局，獲得世界杯第二最佳球員，僅次於德國的馬圖斯(Lothar Matthäus)。
在歐塞爾踢了一個賽季之後，希福轉會意大利球會拖連奴，後又轉會AS摩納哥。1997年他最後兜了個大圈子回到安德列治，12年前他曾經在這裡首次亮相甲級聯賽。參加完他的第四次即最後一次，1998年在法國舉行的世界盃決賽週後，希福在安德列治享受了他漫長生涯的最後勝利——2000年第四次獲得聯賽冠軍。
希福被譽為比利時歷史上最偉大的球員之一，34歲時在醫生的建議下退役。他轉到沙勒羅瓦球員、教練和副主席，但只能在關節炎藥物的輔助說明下才可以踢球。

## 教練生涯
2002年從沙勒羅瓦離隊後，史斯富一直未有落班。直至2004年，他轉到另一支比利時球會AFC土比斯執教。2007年，史斯富執教甲組球會莫斯克倫精英隊，在2007/08球季取得11名這個中規中矩的成績，在2008/09球季，史斯富帶領之下，莫斯克倫暫列比利時甲組聯賽第三位，僅次於兩次傳統勁旅標準列治和安德烈治。